# Etmopterus decacuspidatus
Etmopterus decacuspidatus és una espècie de peix de la família dels dalàtids i de l'ordre dels esqualiformes.
Els mascles poden assolir 29 cm de longitud total.
És ovovivípar.
És un peix marí d'aigües profundes que viu entre 512–692 m de fondària.
Es troba al Mar de la Xina Meridional entre el Vietnam i Hainan (Xina).